# Götene pastorat
Götene pastorat är ett pastorat i Kålland-Kinne kontrakt i Skara stift i Götene kommun i Västra Götalands län.
Pastoratet var före 2014 ett eget pastorat för Götene församling som utökades 2014 genom sammanläggning av pastoraten:
- Kinnekulle pastorat
- Källby pastorat
- Husaby pastorat

Pastoratet består av följande församlingar:
- Götene församling
- Kinnekulle församling
- Källby församling
- Husaby församling
- Kleva-Sils församling som 2017 uppgick i Husaby församling
- Ledsjö församling som 2017 uppgick i Husaby församling

Pastoratskod är 030708